# Nekrolog 1430
Nekrolog
◄◄
| ◄
| 1426
| 1427
| 1428
| 1429
| 1430 | 1431 | 1432 | 1433 | 1434 | ► | ►►
Weitere Ereignisse | Allgemeiner Nekrolog 1430
Die Beschreibung der verstorbenen Person sollte so kurz wie möglich gehalten sein und nur deren signifikante Tätigkeit(en) enthalten.
Neue Namen ggf. auch unter dem Geburts- und Sterbedatum, also etwa unter 1. Januar und im Geburts- und Sterbejahr (2024) eintragen (nur bei entsprechender großer Wichtigkeit). Für Beispiele siehe die schon vorhandenen Artikel.
Außerdem über die fünf zuletzt Verstorbenen, zu denen es einen ausreichend guten Artikel für eine Präsentation auf der Hauptseite gibt, nach der todesbedingten Überarbeitung der Artikel ggf. auch unter Wikipedia Diskussion:Hauptseite informieren und sie am besten auch in den anderen Wikipedia-Sprachversionen eintragen. Tipp: Regelmäßig bei news.google.de nach „ist tot“, „gestorben“ oder „verstorben“ suchen.
Wenn eine Person gestorben ist, gibt es viele Seiten zu dieser Person in der Wikipedia, die davon auch betroffen sind und entsprechend aktualisiert werden müssen. Beispiele: Namenübersichtsseite, Geburtsjahr, Geburtsort-Seiten und viele mehr.
Wie finde ich die betroffenen Seiten?
Im Suchfeld auf der linken Seite gibt man den Suchbegriff so ein: „Vorname Nachname“. Dann klickt man auf Volltext und alle Seiten mit entsprechendem Suchtext werden aufgerufen. Hier sieht man dann schnell, wo auch das Todesjahr Sinn macht oder sogar ein Teil des Artikels angepasst werden muss. Auch hilft das „Werkzeug“ auf der linken Seite sehr gut, um solche Seiten aufzufinden: „Links auf diese Seite“. Somit ist die Wikipedia wieder aktuell in allen Bereichen! Hinweis: bei Eintragung der Kategorie „Gestorben JAHR“ wird der Missbrauchsfilter 49 ausgelöst, was jedoch nicht schlimm ist. Siehe: Spezial:Missbrauchsfilter/49
Dies ist eine Liste von im Jahr 1430 verstorbenen bekannten Persönlichkeiten. Die Einträge erfolgen innerhalb der einzelnen Daten alphabetisch sortiert. Tiere sind im Nekrolog für Tiere zu finden.

## Januar
| Tag        | Name                 | Beruf, bekannt als                                                                                         | Alter | Beleg |
| ---------- | -------------------- | --- | ----- | ----- |
| 5. Januar  | Philippa von England | englische Prinzessin, durch Heirat Königin von Dänemark, Norwegen und Schweden, sowie Herzogin von Pommern | 35    |       |
| 21. Januar | Detward von der Hude | Bürgermeister von Bremen                                                                                   |       |       |
| 29. Januar | Andrei Rubljow       | russischer Ikonenmaler                                                                                     |       |       |

## Februar
| Tag         | Name                | Beruf, bekannt als                | Alter | Beleg |
| ----------- | ------------------- | --------------------------------- | ----- | ----- |
| 13. Februar | Otto von Ziegenhain | Erzbischof und Kurfürst von Trier |       |       |

## Mai
| Tag     | Name                                        | Beruf, bekannt als                             | Alter | Beleg |
| ------- | ------------------------------------------- | ---------------------------------------------- | ----- | ----- |
| 2. Mai  | Johann Hilghemann                           | Bürgermeister von Greifswald                   |       |       |
| 2. Mai  | Giovanni di Francesco Toscani               | italienischer Maler                            |       |       |
| 22. Mai | Johann Meinhard VII. von Görz und Kirchberg | Pfalzgraf von Kärnten sowie Graf von Kirchberg |       |       |

## Juni
| Tag      | Name           | Beruf, bekannt als                                    | Alter | Beleg |
| -------- | -------------- | ----------------------------------------------------- | ----- | ----- |
| 20. Juni | Johann Vasmer  | Ratsherr und Bürgermeister in Bremen                  |       |       |
| 23. Juni | Ludwig von Bar | französischer Kardinal und Herzog von Bar (1415–1419) |       |       |

## Juli
| Tag      | Name                 | Beruf, bekannt als                                 | Alter | Beleg |
| -------- | -------------------- | -------------------------------------------------- | ----- | ----- |
| 25. Juli | Bartholomäus Fröwein | Abt von Kloster Ebrach und Hochschullehrer in Wien |       |       |

## August
| Tag       | Name    | Beruf, bekannt als                                                   | Alter | Beleg |
| --------- | ------- | -------------------------------------------------------------------- | ----- | ----- |
| 4. August | Philipp | Graf von Saint-Pol und Ligny, Herzog von Brabant, Herzog von Limburg | 26    |       |

## September
| Tag           | Name                               | Beruf, bekannt als | Alter | Beleg |
| ------------- | ---------------------------------- | ------------------ | ----- | ----- |
| 14. September | John Grey, 2. Baron Grey of Codnor | englischer Adliger |       |       |

## Oktober
| Tag         | Name             | Beruf, bekannt als                                                               | Alter | Beleg |
| ----------- | ---------------- | -------------------------------------------------------------------------------- | ----- | ----- |
| 9. Oktober  | Johann von Bucca | Bischof von Leitomischl und Olmütz, Administrator von Prag und Waitzen, Kardinal |       |       |
| 27. Oktober | Vytautas         | Großfürst von Litauen                                                            |       |       |

## Dezember
| Tag          | Name          | Beruf, bekannt als                                                    | Alter | Beleg |
| ------------ | ------------- | --------------------------------------------------------------------- | ----- | ----- |
| 14. Dezember | Hermann Dwerg | deutscher römisch-katholischer Geistlicher und päpstlicher Protonotar |       |       |

## Datum unbekannt
| Tag | Name                  | Beruf, bekannt als                                                                | Alter | Beleg |
| --- | --------------------- | --------------------------------------------------------------------------------- | ----- | ----- |
|     | Andreas               | Negus (Kaiser) von Äthiopien                                                      |       |       |
|     | Albert von der Brügge | Lübecker Kaufmann und Ratsherr                                                    |       |       |
|     | Bonaventura Cotta     | Urvater der Familie Cotta                                                         |       |       |
|     | Madern Gerthener      | Stadtbaumeister der Freien Reichsstadt Frankfurt am Main, Bildhauer der Spätgotik |       |       |
|     | Yukhon                | König des Reiches Lan Chang                                                       |       |       |